# DKW F4
La DKW F4 è un'autovettura di fascia medio-bassa prodotta dal 1934 al 1935 dalla Casa automobilistica tedesca DKW.

## Storia e profilo
Introdotta nel marzo del 1934 per sostituire la F2 Meisterklasse 701, la F4 si differenziò dalla precedente produzione DKW a trazione anteriore per la nuova carrozzeria, più arrotondata, aerodinamica e filante, ma anche più grande e quindi in grado di fornire più spazio all'interno dell'abitacolo per i passeggeri. Con la F4, quindi, la DKW volle spostarsi leggermente più in alto rispetto alla fascia di mercato presidiata dalla precedente Meisterklasse, in maniera tale da distaccarsi meglio dalla F2 Reichsklasse, di fascia più economica ed ancora in listino al momento del debutto della F4.
La carrozzeria della F4, come già detto, era più filante ed aerodinamica: numerosi furono quindi gli elementi caratterizzanti di questo nuovo corpo vettura, a partire dal parabrezza più inclinato, il cui andamento venne ripreso dai montanti delle portiere, e proseguito nella zona inferiore delle portiere stesse. Queste ultime erano incernierate posteriormente, al contrario della F2. I parafanghi avevano un nuovo disegno ed ai lati del cofano motore le feritoie per il raffreddamento del motore erano meno fitte. Il frontale della F4 era caratterizzato anch'esso dalla particolare inclinazione analoga a quella del parabrezza. Inoltre, la cornice della griglia del radiatore era cromata, mentre la griglia stessa era in tinta con la carrozzeria. Inoltre, i proiettori anteriori erano di diametro maggiorato. Anche posteriormente la coda assumeva un andamento più sfuggente. L'unica carrozzeria disponibile per la F4 era l'ormai classica cabrio-limousine a 2 porte. Con la nuova e più moderna carrozzeria della F4, la DKW fissò dei nuovi standard stilistici che sarebbero stati adottati anche dalla successiva produzione automobilistica DKW del periodo pre-bellico.
Anche nell'allestimento interno, la F4 tese a distaccarsi dall'idea di utilitaria che aveva accompagnato fino a quel momento i modelli DKW di fascia bassa. Il cruscotto era simile a quello montato proprio a partire dal 1934 su modelli Wanderer, Audi e persino sulle Horch. La strumentazione era completa e comprendeva il tachimetro, l'indicatore del livello del carburante, un amperometro ed un orologio. Tutti gli strumenti erano retroilluminati, il che era considerato all'epoca un vero tocco di lusso.
Dal punto di vista meccanico, la F4 nasceva sul telaio rinforzato della DKW F3, ossia quello di una F2, ma dotato di ulteriori rinforzi allo scopo di rendere più rigida la struttura portante. Rispetto alla F2, però, il passo fu allungato di 10 mm. In generale, invece, la lunghezza della carrozzeria aumentò di 30 cm. Per quanto riguarda le sospensioni, la F4 mantenne la soluzione a ruote indipendenti e a doppie balestre trasversali, come nella F2. Anche il resto del comparto meccanico fu praticamente invariato: l'unica miglioria si ebbe nell'impianto frenante, i cui tamburi, presenti su tutte e quattro le ruote, furono oggetto di rivisitazioni allo scopo di evitare alcuni fenomeni di surriscaldamento che avevano interessato a suo tempo la F2 Meisterklasse.
Anche il motore della F4 rimase lo stesso della F2 Meisterklasse: si ritrova così il bicilindrico trasversale a due tempi da 684 cm³ in grado di erogare fino a 20 CV di potenza massima. Il cambio era manuale a 3 marce. La velocità massima raggiungibile era di 85 km/h.
La F4 fu venduta inizialmente ad un prezzo di 2.495 RM. Fu assemblata nello stabilimento Audi di Zwickau a partire dal marzo 1934 e la produzione proseguì fino al mese di aprile dell'anno seguente: in totale furono realizzati 7.900 esemplari di F4. La stragrande maggioranza di tali esemplari fu venduta con la classica carrozzeria cabrio-limousine a 4 posti e a 2 porte, ma 140 telai nudi vennero consegnati ad altri carrozzieri che li allestirono con carrozzerie speciali, principalmente delle roadster.
La F4 fu sostituita dalla F5 Meisterklasse.